# Staatsstraße 23 (Finnland)

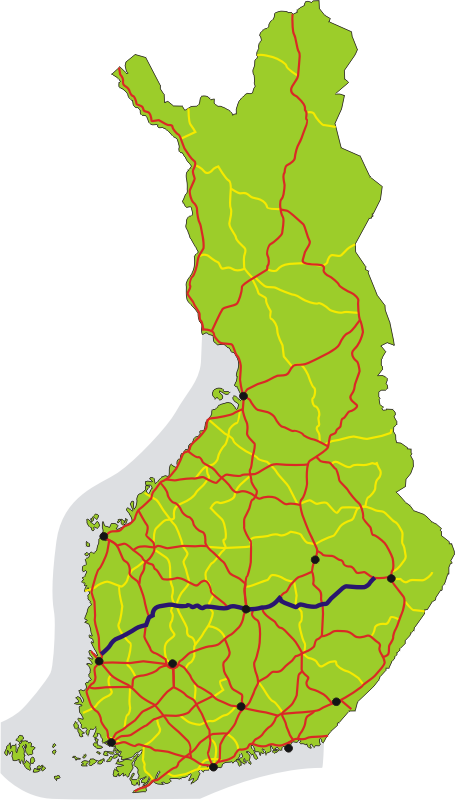
Verlauf der Staatsstraße 23

Die finnische Staatsstraße 23 (finn. Valtatie 23, schwed. Riksväg 23) führt von Pori nach Joensuu. Mit einer Länge von 517 km ist sie die längste in Ost-West-Richtung verlaufende Staatsstraße Finnlands.

## Streckenverlauf

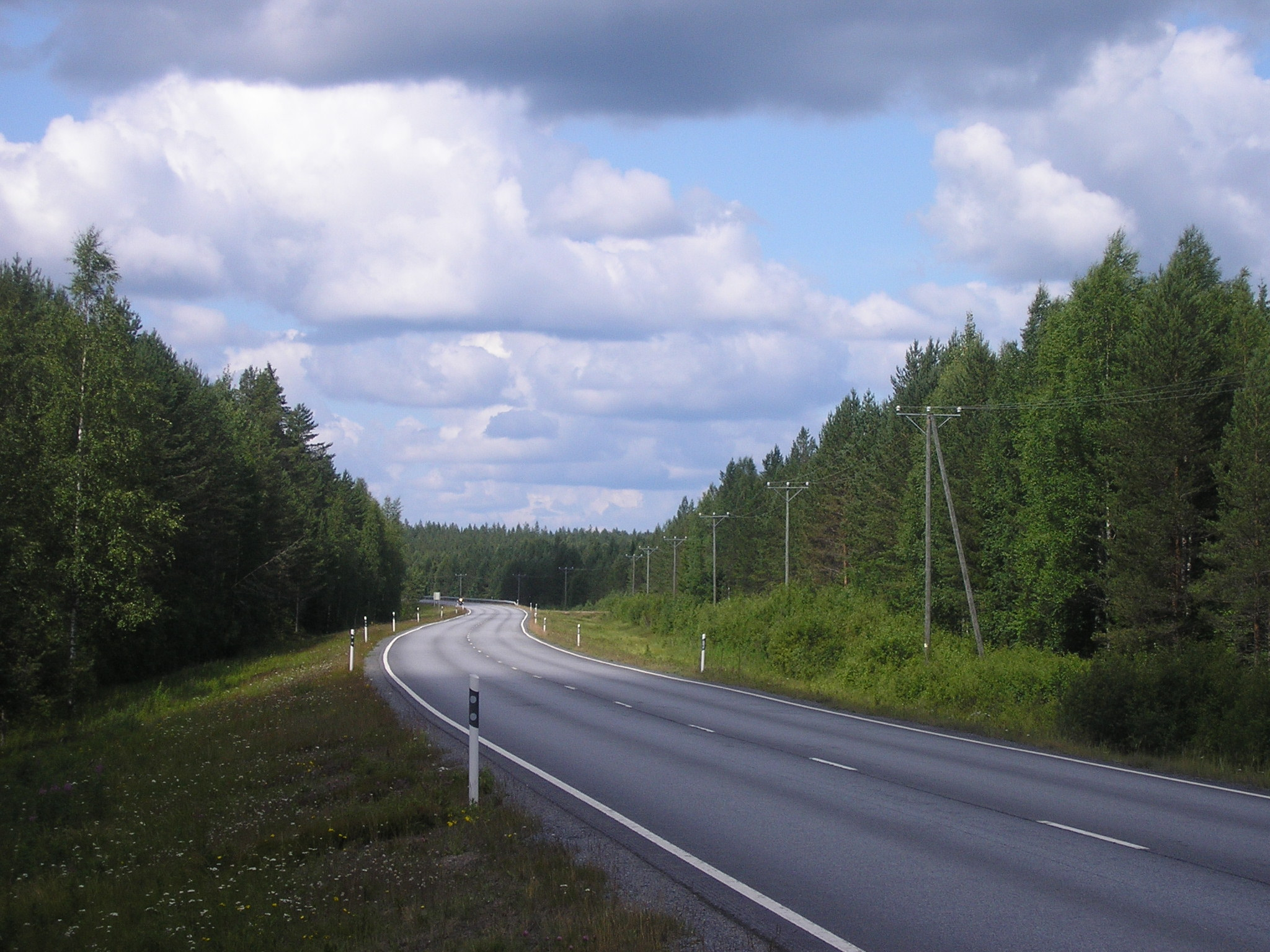
Die Staatsstraße 23 bei Keuruu

Die Staatsstraße 23 beginnt in der westfinnischen Stadt Pori und führt über Jyväskylä ins nordkarelische Joensuu. Bei Jyväskylä teilt sie sich für eine kurze Strecke mit den Staatsstraßen 4, 9 und 13 eine autobahnartig ausgebaute Trasse. Der Rest der Strecke ist zweispurig.
Die Staatsstraße 23 führt durch folgende Gemeinden: Pori – Noormarkku – Pomarkku – Kankaanpää – Jämijärvi – Parkano – Kihniö – Virrat – Keuruu – Petäjävesi – Jyväskylä – Laukaa – Hankasalmi – Pieksämäki – Varkaus – Leppävirta – Heinävesi – Liperi – Joensuu.